# Julián Soler
Julián Soler (* 17. Februar 1907 in Jiménez/Chihuahua; † 5. Mai 1977 in Mexiko-Stadt) war ein  mexikanischer Schauspieler und Regisseur.
Julián Soler entstammte der Cineastenfamilie Soler. Seine Eltern waren die Schauspieler Domingo Díaz García und Irene Pavia Soler, seine Geschwister Fernando, Andrés, Domingo und Mercedes Soler. Er studierte Malerei und arbeitete zunächst als Dekorateur. Auf Anraten seines Bruders Fernando trat er in dem Schauspiel El amigo de Teddy auf und unternahm zwischen 1930 und 1935 als Mitglied der Theatertruppen von Virginia Fábregas und María Teresa Montoya Tourneen durch ganz Mexiko.
Seine ersten Filmerfahrungen hatte er mit Nebenrollen in ¿Cuándo te suicidas? (1931) und Pecado de amor (1934), sein offizielles Filmdebüt 1934 in Chucho el Roto. Insgesamt umfasst seine Filmografie als Schauspieler mehr als 50 Titel. 1943 übertrug ihm Raúl De Anda die Regie für den Film Tormenta an la cumbre, in dem er zugleich als Schauspieler neben Raquel Rojas und Pituka De Foronda auftrat. Mit Tito und Víctor Junco, Luis Aldás und Gregorio Wallerstein inszenierte er am Teatro Arena das Stück El caso de una mujer asesinada, in dem Lucy Gallardo ihr Debüt hatte. 1956 verantwortete er als Regisseur Platillos Voladores.
Soler war 39 Jahre mit der Schauspielerin Julieta Palavicini verheiratet, mit der er vier Kinder hatte. Er starb 1977 an den Folgen eines Lungenemphysems.